# Conselho Supremo de Segurança Nacional
O Conselho Supremo de Segurança Nacional é um órgão do sistema político do Irão, cuja principal função é preservar a Revolução Islâmica e assegurar a integridade e soberania nacional iraniana, conforme estabelecido no artigo 176º da Constituição.
O Conselho funciona como órgão de aconselhamento do Líder Supremo do Irão (ou Faqih), figura suprema do Estado, o único capaz de declarar a guerra. As suas decisões estão dependentes da aprovação deste.
É composto pelas figuras mais importantes do regime, como o Presidente (que dirige as reuniões), o presidente do parlamento (Majlis), o chefe do poder judicial, os ministros das Forças Armadas, do Interior e da Segurança e representantes do Líder Supremo, entre outros.
O secretário da organização é Saeed Jalili.